# Sittin’ Up in My Room
«Sittin’ Up in My Room» — песня американской соул-исполнительницы Брэнди. Она была написана и спродюсирована Бэбифейсом и записана Норвуд для саундтрека Waiting to Exhale к фильму 1995 года «В ожидании выдоха» с Уитни Хьюстон и Анджелой Бассетт в главных ролях. Песня вошла в число пяти синглов альбома и заняла второе место в американском чарте Billboard Hot 100, что стало самым большим коммерческим успехом Норвуд в этом чарте на тот момент. Басовое вступление похоже на рифф, исполненный басистом Ларри Грэмом из группы Sly and the Family Stone в хите «Thank You (Falettinme Be Mice Elf Agin)», а ремикс с участием LL Cool J содержит сэмпл песни «Haven’t You Heard» Патриса Рашена.
Песня «Sittin' Up in My Room» была исполнена на нескольких телевизионных церемониях и церемониях вручения наград, таких как Позднее шоу с Дэвидом Леттерманом, 23-я ежегодная церемония вручения наград American Music Awards, 1996 Soul Train Awards, 39-я ежегодная церемония вручения наград Grammy и 2015 Soul Train Music Awards. Также был снят музыкальный клип, в котором Брэнди заперта в ретро-комнате с яркими цветами после того, как ее подруга сообщает ей, что ее любовный интерес присоединяется к вечеринке внизу. В клипе, режиссером которого выступил Хайп Уильямс, в роли ее любовного интереса предстал актер Дональд Фэйсон. Песня получила награду MTV за лучшую песню из фильма и была номинирована на премию MTV 1996 года как лучшее видео из фильма. С тех пор песня исполнялась на нескольких премиальных шоу, а также на концертах и в турах Норвуд, включая мировой тур Never Say Never в 1998 году и Slayana World Tour в 2016 году.

## Отзывы
Крейг Лайтл из AllMusic написал, что «в духе Слая Стоуна Бэбифейс создал непринужденный фанк-грув для „Sittin’ Up in My Room“, в которой звучит скромный вокал Брэнди. Хотя песня не позволяет ей раскрепоститься с помощью высоких нот, она, однако, раскрывает ее нижние октавы». Ларри Флик из Billboard считает, что «бесконечно очаровательная ингенивная Брэнди находится в центре злобно заразительного поп/фанк-конферанса». Он добавил: «Припев мгновенно запоминается и идеально подходит к незатронутому, проникновенному стилю Брэнди». В 2014 году журнал Complex поставил сингл на 39-е место в списке 50 R&B-песен 1990-х годов. Чео Ходари Кокер из Los Angeles Times похвалил Бэбифейса за продюсирование песни, заявив: «Фанковый, но сдержанный фоновый трек Babyface — настоящая звезда этого джема. Используя приятную смесь баса и синтезаторных аккордов, [песня] доказывает, что в его распоряжении целый мешок стилей». Британский журнал Music Week оценил ее на четыре балла из пяти, назвав ее «той, которая может окончательно вывести Брэнди в лидеры. Фанки». Алан Джонс добавил: «Мягкий свинговый шаффл с восхитительным хуком — это тот тип конфект, который съедает оппозицию в американском чарте R&B, и у нас он тоже должен получиться». Дэвид Синклер из The Times оценил «Sittin» Up in My Room" как «тихо тлеющий кусочек свингбит-фанка, исполненный с твердым, чувственным прикосновением». Он также отметил, что «она поет глубоким, бархатистым голосом, который заставил бы большинство мужчин нащупать клавиатуру».

## Музыкальное видео
Режиссером сопровождающего клипа на песню «Sittin' Up in My Room» стал Хайп Уильямс. Норвуд заявила, что съемки были «веселыми», так как у нее были «отличные отношения» с Уильямсом, который ранее работал с ней над клипами на хип-хоп ремикс «I Wanna Be Down» и ее второй сингл «Baby». В клипе появился актер Дональд Фэйсон; Фэйсон играл сына Лоретты Девайн, героини Глории в фильме «Ожидание выдоха». Комментируя результат, Норвуд заметила: «Это было отличное видео, танцы и все остальное. Это было круто».

## Список треков
| - Американский CD- и кассетный синглы, Японский мини-CD-сингл 1. «Sittin' Up in My Room» (альбомная версия) — 4:52 2. «My Love, Sweet Love» (в исполнении Патти Лабелль) — 4:21 - Американский 7-дюймовый виниловый сингл и Британский кассетный сингл 1. «Sittin' Up in My Room» (radio edit) — 3:53 2. «My Love, Sweet Love» (в исполнении Патти Лабелль) — 4:21 - Американский ремикс (CD- и кассетный синглы) 1. «Sittin' Up in My Room» (Doug Rasheed remix при участии LL Cool J) — 3:53 2. «Sittin' Up in My Room» (альбомная версия) — 4:52 - Американский 7-дюймовый виниловый сингл A1. «Sittin' Up in My Room» (Doug Rasheed remix) — 4:52 A2. «Sittin' Up in My Room» (Doug Rasheed remix instrumental) — 4:52 A3. «Sittin' Up in My Room» (альбомная версия) — 4:52 B1. «Sittin' Up in My Room» (Doug Rasheed hip hop remix) — 4:52 B2. «Sittin' Up in My Room» (Doug Rasheed hip hop instrumental) — 4:52 B3. «Sittin' Up in My Room» (acappella) — 5:16 | - Американский макси-CD и макси-кассетный сингл 1. «Sittin' Up in My Room» (Doug Rasheed remix) — 4:52 2. «Sittin' Up in My Room» (Doug Rasheed hip hop remix) — 4:52 3. «Sittin' Up in My Room» (Doug Rasheed remix instrumental) — 4:52 4. «Sittin' Up in My Room» (Doug Rasheed hip hop instrumental) — 4:52 5. «Sittin' Up in My Room» (альбомная версия) — 4:52 - Британский CD1 и Австралийский CD-сингл 1. «Sittin' Up in My Room» (radio edit) — 3:53 2. «Sittin' Up in My Room» (LP version) — 4:52 3. «My Love, Sweet Love» (в исполнении Патти Лабелль) — 4:21 - Британский CD2 1. «Sittin' Up in My Room» (radio edit) — 3:53 2. «Sittin' Up in My Room» (Doug Rasheed remix) — 4:52 3. «Sittin' Up in My Room» (Doug Rasheed hip hop remix) — 4:52 4. «Sittin' Up in My Room» (a cappella) — 5:10 |

## Чарты

### Еженедельные чарты
| Чарт (1995)                                | Высшая позиция |
| ------------------------------------------ | -------------- |
| Австралия (ARIA)                           | 99             |
| Канада (RPM Top Singles)                   | 31             |
| Канада (RPM Dance/Urban)                   | 5              |
| Канада Contemporary Hit Radio (The Record) | 9              |
| Исландия (Íslenski Listinn Topp 40)        | 23             |
| Нидерланды (Dutch Top 40 Tipparade)        | 17             |
| Нидерланды (Single Top 100 Tipparade)      | 14             |
| Новая Зеландия (Recorded Music NZ)         | 6              |
| Шотландия (OCC Scotland)                   | 65             |
| Швеция (Sverigetopplistan)                 | 60             |
| Великобритания (OCC UK Singles)            | 30             |
| Великобритания (OCC UK Hip Hop/R&B)        | 3              |
| США (Billboard Hot 100)                    | 2              |
| США (Billboard Adult Pop Airplay)          | 38             |
| США (Billboard Dance Singles Sales)        | 2              |
| США (Billboard Hot R&B/Hip-Hop Songs)      | 2              |
| США (Billboard Pop Airplay)                | 13             |
| США (Billboard Rhythmic)                   | 1              |

## Сертификации
| Регион                                                       | Сертификация | Продажи   |
| ------------------------------------------------------------ | ------------ | --------- |
| Новая Зеландия (RMNZ)                                        | Золотой      | 5000*     |
| США (RIAA)                                                   | Платиновый   | 1,000,000 |
| * Данные о продажах приведены только на основе сертификации. |              |           |